# ユー・キープ・ミー・ハンギン・オン
「ユー・キープ・ミー・ハンギン・オン」 (You Keep Me Hangin' On) は、スプリームスの1966年のシングル。作曲はホーランド＝ドジャー＝ホーランド。本作はグループの8番目のナンバーワンシングルであり、Billboard Hot 100において1966年11月13日から11月27日まで1位の座を保った。
「ユー・キープ・ミー・ハンギン・オン」はその後もロッド・スチュワート、ヴァニラ・ファッジ、ボックス・トップス、カラーボックス、リーバ・マッキンタイア、キム・ワイルド、アレサ・フランクリンと言った様々なアーティストによってカヴァーされている。

## 歴史

### オリジナル
本作はゴスペルと同様のコールアンドレスポンスの要素を使用する前作「恋はあせらず」と比べて、初期のファンクやリズム・アンド・ブルースを基礎とする。イントロの特徴的なギターリフはモールス符号のような無線信号を聞いたラモント・ドジャーによるアイデアである。曲はホーランド、ドジャー、ホーランドがコラボレイトして作曲されたものである。
ギター、ドラムおよびダイアナ・ロス、フローレンス・バラードのヴォーカルを含む多くの音源がマルチトラックで録音された。ホーランド＝ドジャー＝ホーランドはこの曲をスプリームス、ファンク・ブラザースと共に録音し、最終決定版が出来上がるまで8回のセッションを行った。
この曲はスプリームスの曲の中で頻繁にカヴァーされた曲の内の一つである。スプリームスは1966年10月29日（土）にABCのバラエティ「ハリウッド・パレス」で演奏した。
「ユー・キープ・ミー・ハンギン・オン」は1967年のアルバム『スプリームス・シング・H-D-H』からの最初のシングルであった。オリジナル・ヴァージョンはローリング・ストーンの選ぶオールタイム・グレイテスト・ソング500で234位となった。

### パーソナル
- リードヴォーカル：ダイアナ・ロス
- バックヴォーカル：フローレンス・バラード、メアリー・ウィルソン
- 演奏：ファンク・ブラザース

### チャート順位
| チャート (1966-1967)             | 最高位 |
| -------------------------------- | ------ |
| U.S. Billboard Hot 100           | 1      |
| U.S. Billboard R&B Singles Chart | 1      |
| U.S. Cash Box Pop Singles Chart  | 1      |
| Australian Singles Chart         | 11     |
| UK Singles Chart                 | 8      |

| 先代 ジョニー・リヴァース 「僕等の街」         | Billboard Hot 100 1位（スプリームス） 1966年11月19日 - 11月26日（2週）         | 次代 ニュー・ヴォードヴィル・バンド 「ウインチェスターの鐘」 |
| 先代 エディ・フロイド 「ノック・オン・ウッド」 | Billboard Hot R&B Singles 1位（スプリームス） 1966年11月26日 - 12月17日（4週） | 次代 テンプテーションズ 「アイム・ルージング・ユー」         |

## ヴァニラ・ファッジによるカヴァー
ヴァニラ・ファッジはデビュー・アルバム『キープ・ミー・ハンギング・オン』（1967年）に、7分にも及ぶ同曲のサイケデリック/ハードロック版カヴァーを収録した。レコーディングは1つのテイクで完了し、7インチ盤シングル用に約3分に編集されたものが彼等の最初のシングルとして発表され、Billboard Hot 100で6位を獲得した。

メンバーのカーマイン・アピス（ドラムス）は、2013年12月13日に行われた examiner.com の音楽評論家レイ・シャショによるインタビューで、スプリームスのカヴァーというのは誰のアイデアだったのかを尋ねられ、「キープ・ミー・ハンギング・オン」の始まりに関して次のように語っている。
| 「 | それはマークとティミーさ。僕らは曲のテンポを落とし、歌詞を聴いて、以前はよく歌詞が決めていたことを見習おうとした。それは傷心の歌だった。それに多くの感情が込められていた。「ピープル・ゲット・レディ」はゴスペルに似ていた。「エリナー・リグビー」は少々不気味で、教会のようだった…ホラー映画か何かのように。もし君がスプリームスの「キープ・ミー…」を初めに聴いたなら、それは幸福に聞こえるけれど、歌詞は全然幸福じゃない。もし君がその状況で生活したなら、歌詞は確実に幸福じゃない。... | 」 |

2019年にはクエンティン・タランティーノ監督の『ワンス・アポン・ア・タイム・イン・ハリウッド』本編で起用された。

### チャート順位
| チャート (1967-1968)   | 最高位 |
| ---------------------- | ------ |
| U.S. Billboard Hot 100 | 6      |

## キム・ワイルドによるカヴァー
「キープ・ミー・ハンギン・オン」は1986年にイギリス人歌手のキム・ワイルドによってカヴァーされた。アルバム『アナザー・ステップ』からの第2弾シングルとしてリリースされた（「キープ・ミー・ハンギング・オン」は同アルバムからの最初の世界同時発売となった。第1弾シングルは主要国のみでのリリースであった）。
ワイルドのヴァージョンはオリジナルから大きくアレンジされ、スプリームスのモータウン・サウンドから1980年代のパワーポップ/Hi-NRGへと完全に姿を変えた。ワイルドは兄であるプロデューサーのリッキー・ワイルドと共に、この曲を録音すると決めてから数年間それを聴くことは無かった。
彼らはこの曲をよく知っていなかったので、全く新しい曲として扱い、オリジナルの歌詞を少々変更までした。曲はワイルドのキャリアの中で最大のヒットとなり、母国のチャートで2位を獲得、ヨーロッパ各国やオーストラリアでトップ10に入るヒットとなった。また、アメリカでは1987年6月にBillboard Hot 100で1位となった。後には1987年の Billboard's Hot 100 年末チャートで34位となった。
2006年にワイルドはドイツ人歌手のネーナと共に新しいヴァージョンを録音、これはアルバム『ネバー・セイ・ネバー』に収められた。

### ミュージックビデオ
シングルのプロモーションのためにミュージックビデオが制作された。

### チャート順位
| チャート (1986-88)                   | 最高位 |
| ------------------------------------ | ------ |
| オーストラリア (ARIA)                | 1      |
| オーストリア (Ö3 Austria Top 40)     | 20     |
| カナダ (RPM)                         | 1      |
| デンマーク (Tracklisten)             | 3      |
| フランス (SNEP)                      | 19     |
| ドイツ (GfK Entertainment charts)    | 8      |
| アイルランド (IRMA)                  | 2      |
| オランダ (Single Top 100)            | 17     |
| ノルウェー (VG-lista)                | 1      |
| スイス (Schweizer Hitparade)         | 2      |
| UK Singles (Official Charts Company) | 2      |
| US Billboard Hot 100                 | 1      |

| 先代 U2「ウィズ・オア・ウィズアウト・ユー」 | Billboard Hot 100 1位（キム・ワイルド） 1987年6月6日（1週間） | 次代 アトランティック・スター「オールウェイズ」 |

## リーバ・マッキンタイアによるカヴァー
カントリー歌手のリーバ・マッキンタイアは1996年のアルバム『スターティング・オーヴァー』でこの曲をカヴァーした。本作はマッキンタイア唯一のダンス・ミュージックで、Hot Dance Club Playで2位を獲得した。
| チャート (1996-1997)               | 最高位 |
| ---------------------------------- | ------ |
| U.S. Billboard Hot Dance Club Play | 2      |

## 国内アーティストによるカヴァー
- 森山良子（1969年 アルバム『Sings favorites』）
- 野口五郎（1974年 アルバム『GORO in SUNPLAZA ～甘い生活～』）※1976年には木曜スペシャル『輝け!五郎・マペット ゲバゲバ90分!』（日本テレビ系）で、ヴァニラ・ファッジ版のオルガン、ギター、ベース、ドラム、ボーカルを全て担当して演奏した。
- ピンク・レディー（1977年 アルバム『サマー・ファイア'77・Live at 田園コロシアム』）※アメリカでの第3弾シングルになる予定だった。
- 西城秀樹（1978年 アルバム『バレンタインコンサート』）
- 五木ひろし（1978年 アルバム『THE WORLD OF HIROSHI LAS VEGAS '78』）
- 河合奈保子（1982年 アルバム『ブリリアント』）
- 早見優（1987年 アルバム『GET DOWN!』）
- 松本典子（1987年 シングル『KEEP ME HANGIN' ON 〜誘惑を抱きしめて〜』）
- 山本理沙（1987年 シングル『キープ・ミー・ハンギン・オン』）
- 柳ジョージ（1991年 アルバム『GOOD TIMES 3』）
- ザ・タイガース（2001年『ザ・タイガース レア＆モア・コレクションⅠ』、2013年 『ザ・タイガース 1968-1971 -ブルー・ディスク』（音源は1969年）
- ザ・テンプターズ（2015年 『ザ・テンプターズ ツイン・デラックス−THE 50TH ANNIVERSARY OF THE TEMPTERS−』）